# Frazeológia
A frazeológia a nyelvészet azon ága, amely a hagyományosan állandósult szókapcsolatoknak, újabban frazeológiai egységeknek, frazémáknak vagy frazeologizmusoknak nevezett többé-kevésbé kötött szókapcsolatok tanulmányozásával foglalkozik.
A frazeológia viszonylag fiatal tudományág, mivel ilyen minőségében az 1970-es években kezdett fejlődni. Ma is vitatott pontos státusza a nyelvészet keretében, valamint tárgyának a körülhatárolása, mivel nehéz pontosítani mely szókapcsolatok tekinthetők frazeológiai egységeknek, és melyek nem. Ugyanakkor nincs egység a területén használt terminológia tekintetében sem.

## Történeti áttekintés
A frazeológia első elemei a 19. század vége felé jelentek meg általános nyelvészeti munkákban azzal, hogy különféle elnevezésekkel megemlítettek olyan szókapcsolatokat, amelyeket itt frazeológiai egységeknek nevezünk. Először Hermann Paul  (1880) mutatott rá a német nyelvvel kapcsolatban olyan rögzült kifejezésekre, amelyek egységet képeznek, gyakran használják őket, és jelentésük teljesen eltér a külön-külön tekintett összetevő elemeik jelentésétől. Az angol nyelvet tanulmányozva, Henry Sweet  (1891) olyan általa idioms-nak nevezett szókapcsolatokról írt, amelyek formálisan szabályosak, de szemantikai szempontból szabálytalanok. A francia nyelvvel foglalkozva, Michel Bréal  (1897) olyan rögzülést és szemantikai átláthatatlanságot mutató szókapcsolatokat említett meg, amelyeket formules („formulák”), locutions („beszédfordulatok”) vagy groupes articulés („artikulált csoportok”) elnevezésekkel illetett.
Charles Bally  (1909) svájci nyelvész volt az első, aki a phraséologie terminust nyelvészeti értelemben használta. Alatta egy szócsoport olyan vonásait értette, amelynek mindegyik eleme részben vagy egészében elveszíti egyéni jelentését, és ezzel a csoport egységesen más jelentést nyer. Az ilyen szócsoportot locution composée „összetett beszédfordulat”-nak nevezte. Később a „frazeológia” terminus az ilyen szócsoportokkal foglalkozó nyelvészeti ág neveként honosodott meg.
Bally után más nyelvészek is foglalkoztak frazeológiai egységekkel, de még mindig csak másodlagosan. Ferdinand de Saussure (1916) locutions toutes faites („készen kapott beszédfordulatok”) elnevezéssel szólt róluk, majd Albert Sechehaye  (1921) különbséget tett locutions („beszédfordulatok”), amelyek összetevői elveszítik szemantikus azonosságukat, és mots composés („összetett szavak”) között, amelyek elemeinek jelentése külön is megmarad. Cornelis de Boer  (1922) holland nyelvész a mondattan szempontjából megkülönböztetett syntaxe figée ou locutionnelle-t („rögzült vagy beszédfordulati szintaxist”) és syntaxe vivante ou mobile-t („élő vagy mozgékony szintaxist”).
Elméletileg a frazeológiát az 1930-as és 1940-es években alapozták meg a Szovjetunióban olyan nyelvészek mint Jevgenyij Polivanov  vagy Viktor Vinogradov , és ezzel elkezdődött önálló diszciplínakénti kialakulása. Azután jelentősen járultak hozzá német és francia nyelvészek. Az 1970-es évek óta lehet beszélni a frazeológiáról mint kialakult és lendületben lévő tudományágról. Jelenleg viszonylag sok kutató foglalkozik frazeológiával saját nyelve területén vagy két- avagy többnyelvű perspektívában. 1999 óta létezik az EUROPHRAS (Európai frazeológiai társaság), amely rendszeresen szervez szimpóziumokat, és közzétesz tanulmányokat.
A magyar nyelvészek közül O. Nagy Gábor kezdett tudományosan foglalkozni frazeológiai egységekkel az 1950-es években.

## A frazeológia státusza és tárgya
Mivel a frazeológia viszonylag fiatal diszciplína, maga a nyelvtudományon belüli státusza is valamennyire vitatott. Egyes szerzők szerint a lexikológia egyik ágáról van szó, mások pedig a lexikológiához és a mondattanhoz tartozónak vélik a frazeológiát. A frazeológiai egységeket több szempontból tanulmányozzák, ezért a frazeológia tulajdonképpen több szakterületet érint. Ezek között van a lexikológia, a mondattan, a stilisztika, a szemantika, de még az etimológiával is van érintkezése. A frazeológiai egységek szótári kezelésének szükségessége miatt a lexikográfiával is kapcsolatban áll. Továbbá a frazeológiának köze van a pragmatikához, a szociolingvisztikához, a pszicholingvisztikához, de még a kultúrához is általában.
A frazeológia tárgyának körülhatárolása is vitatott, olyan értelemben, hogy nincs egyetértés abban, hogy mely szókapcsolat-típusok tartoznak hozzá. E tárgy homályos határai két különböző hagyományból erednek. Miközben a volt Szovjetunióbeli frazeológusok olyan teljesen vagy csaknem teljesen rögzült szókapcsolatokkal foglalkoztak, mint az idiomatikus kifejezések és a közmondások, a francia hagyomány középpontjában pedig a rögzültség fogalma áll, az angol-szász frazeológusok már kezdettől fogva nagy figyelmet szenteltek kevésbé rögzült szókapcsolatoknak, mint a kollokációk.
Ma is létezik egy tágasabb és egy szűkebb szemlélet a kérdésben. Egyesek a frazeológiai egységek közé sorolják a közmondásokat, a szállóigéket, a bölcs mondásokat és a népmesei fordulatokat is. Mások ezeket nem tartják a frazeológia tárgyához tartozóknak. Egyes nyelvészek frazeológiai egységeknek tekintik a pragmatikus helyzetmondatokat és a beszédműveket (köszönés, megszólítás, szitkozódás, átkozódás, politikai jelszó, sírfelirat, butélia-felirat, pólófelirat, falfirka), amelyek eredetileg csak a nyelvészet egy másik ágának, a pragmatikának a tárgyát képezték. Egyes nyelvészek a jelmondatokat (például a nemzeti mottókat és a reklámszlogeneket) is a már régebben a közmondásokat tanulmányozó parömiológia  mint a frazeológia alágának tárgyához tartozóknak tekintik.
A frazeológiai egységek típusainak meghatározása, ezek egymástól való elhatárolása és osztályozásuk is nehéz, ezért vitatott a kutatók körében.

## Terminológia
A fentebb említett nehézségeket a terminológiai egység hiánya is tükrözi. A többé-kevésbé kötött szókapcsolatok megnevezésére sok terminus található. Egyrészt több terminus használatos egyazon típus megnevezésére, másrészt pedig egy bizonyos terminust több típusra használnak.
Francia nyelvű munkákban Kocourek (1982) 27 ilyen terminust talált. Ugyancsak francia nyelven különböző szerzők idéznek mások munkáiból vagy ők maguk használnak ennél még több más terminust.
Angol nyelven Kocourek (1982) 15 terminust sorol fel. Más forrásokban ezeken kívül még több található.
A magyar szakirodalomban is sok terminus fordul elő többé-kevésbé kötött szókapcsolatokra: állandósult szókapcsolat, beszédmű, bölcs mondás, frazéma, frazeológiai egység, frazeológiai kapcsolat, frazeológiai terminus technicus, frazeologizmus, funkcióigés kapcsolat, helyzetmondat, idézet, idióma, idiomatikus kifejezés, idiomatizmus, képes kifejezés, kollokáció, körülírás, közhelyszerű kifejezés, közmondás, népmesei fordulat, onimikus frazeologizmus, pragmatikus helyzetmondat, proverbium, szakkifejezés, szállóige, szokásmondás, szokványos kifejezés, szokványos kifejezésmód, szólás, szóláshasonlat, szólásmondás, társalgási fordulat, terpeszkedő szerkezet.
E sok szakszó között vannak olyanok, amelyek egy bizonyos típust neveznek meg a frazeológiai egységek köréből, például „szakkifejezés”, olyanok, melyek több típust foglalnak magukba, például „beszédmű”, valamint olyanok, amelyek mindet egybefoglalják. Ezek közül a leginkább használtak a következők:
- frazeológiai egység – (angolul) phraseological unit – (franciául) unité phrasélogique;[28]
- frazéma – (angolul) phraseme – (franciául) phrasème;
- frazeologizmus – (angolul) phraseologism – (franciául) phraséologisme.

### Közvetlen források
- Bárdosi Vilmos. Magyar szólások, közmondások adatbázisa. Budapest: Tinta, 2012 (Hozzáférés: 2023. május 16.)
- (románul) Busuioc, Ileana. Tipuri de entități frazeologice (Frazeológiai egységek típusai). UniTerm. Revistă electronică de terminologie. 1. sz., 2004. Temesvár: Nyugati Egyetem Bölcsész-, történelem és teológiai kara (Hozzáférés: 2017. április 24.)
- (angolul) Crystal, David. A Dictionary of Linguistics and Phonetics (Nyelvészeti és fonetikai szótár). 6. kiadás. Blackwell Publishing, 2008, ISBN 978-1-4051-5296-9 (Hozzáférés: 2017. április 24.)
- Forgács Tamás. Frazeológiai kézikönyv megírása és publikálása. Zárójelentés a T 47060. sz. OTKA kutatási projektről. 2007 (Hozzáférés: 2017. április 24.)
- (franciául) González Rey, María Isabel. Constructions endocentriques et exocentriques des unités phraséologiques (Frazeológiai egységek endocentrikus és exocentrikus szerkezetei). María Luz Casal Silva et al. (szerk.). La lingüística francesa en España camino del siglo XXI. Arrecife Producciones, S.L., 2000. ISBN 978-8492379286 (Hozzáférés: 2017. április 24.)
- (angolul) Granger, Sylviane – Paquot Magali. Disentangling the phraseological web (Bogozzuk ki a frazeológiai szövevényt). Granger, Sylviane – Meunier, Fanny (szerk.). Phraseology. An interdisciplinary perspective (A frazeológia interdiszciplináris nézetben). Amsterdam/Philadelphia: John Benjamins Publishing Company, 2008. ISBN 978 90 272 3246 5, 27–50. o. (Hozzáférés: 2017. április 24.)
- (angolul) Gries, Stefan Th., Phraseology and linguistic theory (Frazeológia és nyelvészeti elmélet). Granger, Sylviane – Meunier, Fanny (szerk.), Phraseology. An interdisciplinary perspective (A frazeológia interdiszciplináris nézetben). Amsterdam/Philadelphia: John Benjamins Publishing Company, 2008. ISBN 978 90 272 3246 5, 3–26. o. (Hozzáférés: 2017. április 24.)
- (franciául) Klein, Jean René. La phraséologie (et en particulier les proverbes) dans le Trésor de la langue française informatisé (A frazeológia a TLFi-ben, különös tekintettel a közmondásokra). Előadás az ATILF (A francia nyelv informatikai elemzése és feldolgozása) projekt keretében megtartott Séminaire de méthodologie en étymologie et lexicologie historique (Az etimológia és a történeti lexikológia módszertanával foglalkozó szeminárium) alkalmával. 2006. május 24 (Hozzáférés: 2017. április 24.)
- (franciául) Lamiroy, Béatrice. Les expressions figées : à la recherche d’une définition (A rögzült kifejezések: meghatározásuk keresése). Zeitschrift für Französische Sprache und Literatur. 36. kötet. 2008. 85–99. o. (Hozzáférés: 2017. április 24.)
- (franciául) Leroi, Marie-Véronique. Le traitement automatique et lexicographique des locutions verbales figées en français (A francia rögzült igés szókapcsolatok automatikus és lexikográfiai kezelése). Kutatási dolgozat. Paris III egyetem. ILPGA, 2004 (Hozzáférés: 2017. április 24.)
- (franciául) Marque-Pucheu, Christiane. Les énoncés liés à une situation : mode de fonctionnement et mode d’accès en langue 2 (Helyzethez kötött mondatok: működésük és megközelítésük idegen nyelv tanításában). Hieronymus 1. sz.. Zárai Egyetem (Horvátország), 2007, 25–48. o. (Hozzáférés: 2017. április 24.)
- (románul) Munteanu, Cristinel. Sinonimia frazeologică în limba română din perspectiva lingvisticii integrale (Frazeológiai szinonímia a román nyelvben, az integrális nyelvészet nézetében). Pitești: Independenţa Economică, 2007, ISBN 978-973-7732-66-8 (Hozzáférés: 2017. április 24.)
- (franciául) Navarro Domínguez, Fernando. La rhétorique du slogan : cliché, idéologie et communication (A szlogen retorikája: klisé, ideológia és kommunikáció). Bulletin Hispanique. 107. kötet. 1. sz., 2005, 265–282. o. (Hozzáférés: 2017. április 24.)
- (angolul) Piirainen, Elisabeth, Figurative phraseology and culture (Képletes frazeológia és kultúra). Granger, Sylviane – Meunier, Fanny (szerk.), Phraseology. An interdisciplinary perspective (A frazeológia interdiszciplináris nézetben). Amsterdam/Philadelphia: John Benjamins Publishing Company, 2008. ISBN 978 90 272 3246 5, 207–230. o. (Hozzáférés: 2017. április 24.)
- (franciául) Privat, Maryse. Le nœud gordien des parémiologues: qu’est-ce qu’un proverbe? (A parömiológusok gordiuszi csomója: mi a közmondás?). Thélème. Revista Complutense de Estudios Franceses. 13. sz., 1998, 253–264. o. (Hozzáférés: 2015. december 5.)
- Zsemlyei János. A mai magyar nyelv szókészlete. 4. rész, A mai magyar nyelv állandósult szókapcsolatai. Frazeológia. Őrszavak Archiválva 2015. december 8-i dátummal a Wayback Machine-ben, 2010. szeptember (Hozzáférés: 2017. április 24.)

### Közvetett források
- (franciául) Bally, Charles. Traité de Stylistique française (Francia stilisztika). 1. kötet. Heidelberg: C. Winter, 1909
- (franciául) Boer, Cornelis de. Essais de syntaxe du français moderne (Esszék a mai francia mondattanról). 1. kötet. Groningen: P. Noordhoff, 1922
- (franciául) Bréal, Michel. Essai de sémantique (Science des significations) [Esszé a szemantikáról (A jelentések tudománya)]. Párizs: Hachette, 1924 (Hozzáférés: 2017. április 24.)
- (románul) Colțun, Gheorghe. Frazeologia limbii române (A román nyelv frazeológiája). Chișinău: Arc, 2000
- (franciául) Dubois, Jean et al. Dictionnaire de linguistique (Nyelvészeti szótár). Párizs: Larousse–Bordas/VUEF, 2002
- (románul) Hristea, Theodor. Introducere în studiul frazeologiei (Bevezetés a frazeológiába). Hristea, Theodor et alii. Sinteze de limba română. Bukarest: Albatros, 1984
- (franciául) Kocourek, Rostislav. La langue française de la technique et de la science (A technika és a tudomány francia nyelve). Wiesbaden: Oscar Brandstetter, 1982
- (németül) Paul, Hermann. Prinzipien der Sprachgeschichte (A nyelvtörténet elvei). Tübingen: Max Niemeyer, 1880
- (franciául) Saussure, Ferdinand de. Cours de linguistique générale (Általános nyelvészeti jegyzetek). Kiadja C. Bally és A. Sechehaye A. Riedlinger közreműködésével. Lausanne–Párizs: Payot, 1916
- (franciául) Sechehaye, Albert. Locutions et composés (Szófordulatok és összetett szavak). Journal de psychologie normale et pathologique. 18. kötet. 1921, 654–675. o.
- (angolul) Sweet, Henry. A new English Grammar, logical and historical (Új, logikus és történeti angol grammatika). Oxford: Oxford University Press, 1960

## Külső hivatkozás
- Az EUROPHRAS honlapja